# 최석현 (경찰)
최석현(崔錫鉉, 일본식 이름: 山本祥資야마모토 쇼스케, 1893년 8월 17일 ~ 1956년 4월 9일)은 일제강점기의 경찰 겸 관료로, 본적은 경상북도 대구부 횡정(橫町)이며 경상북도 봉화군 소천면 출신이다.

## 생애
1915년 6월 영주헌병분대 헌병보조원으로 근무했으며 1919년 8월 조선총독부 순사로 임명되었다. 이후 고등계 형사로 오랫동안 근무하면서 독립 운동가들을 체포, 고문하여 탄압했다. 경찰로 근무하기 시작한 1920년대 초반부터 고문 수사를 주도한 것으로 알려져 있고, 1927년 독립 운동가 김창숙이 상하이에서 체포되어 국내로 압송되자 부하들과 함께 고문을 가해 김창숙은 이후 불구가 되었다.
최석현을 전국적으로 유명하게 만든 사건은 1927년 발생한 조선은행 대구지점 폭파 사건으로, 범인을 잡는다며 영남 지역의 독립 운동가들을 대거 잡아들여 고문했고, 수년 간의 수사와 끈질긴 추격 끝에 진범인 장진홍을 체포하여 자결하게 만들었다. 장진홍을 잡기 위해서 일본에 건너갔을 때에는 현지 사찰에서 '흉한(兇漢)'을 빨리 잡게 해달라는 체포 기원 기도를 올릴 만큼 열성적이었다.
1919년 직제 개편으로 영주경찰서 순사가 된 이후 1925년에 순사부장과 경부보, 1929년 경부가 되는 등 고속 승진을 거듭하여 1940년 경시 계급에 올랐고, 경북경찰관교습소 소장과 경상북도 경찰부의 고등경찰과 과장을 지냈다. 광복 직전인 1945년 7월 강원도의 영월군 군수에 임명되었다.
1949년 반민족행위특별조사위원회가 구성되어 활동을 시작하면서, 영남 지역을 비롯한 전국 신문에서 끈덕지게 독립 운동가들을 괴롭혔으며 성고문도 불사한 '독립 투사의 흡혈귀' 최석현에 대한 대서특필이 시작되었다. 반민특위도 체포를 위해 최석현의 고향인 봉화에 출동하는 등 많은 관심이 쏠렸으나, 곧바로 도피하여 행방이 묘연해졌고 결국 체포되지 않았다.
2002년 2월 민족정기를 세우는 국회의원모임이 발표한 친일파 708인 명단에 포함되었고, 2008년 민족문제연구소에서 친일인명사전에 수록하기 위해 정리한 친일인명사전 수록예정자 명단에서는 관료와 경찰 부문에 포함되었다. 친일반민족행위진상규명위원회가 발표한 친일반민족행위 705인 명단에도 포함되었다.

## 참고 자료
- 허종 (2004년 4월 20일). “[역사속의 영남사람들 .17] 최석현 - "독립운동가 체포하게 해주소서" 日 사찰 찾아가 기원까지…”. 영남일보. 2008년 7월 26일에 확인함. |제목=에 지움 문자가 있음(위치 1) (도움말)
- 역사학자 48인 (2005년 12월 30일). 《영남을 알면 한국사가 보인다》. 서울: 푸른역사. 400~406쪽쪽. ISBN 8991510140.